# Терцины
Терци́ны (итал. terzina, от terza rima — третья рифма) — стихотворение (твёрдая форма), написанное терцетами с особой рифмовкой и завершающим отдельно стоящим стихом. Рифмический рисунок: aba bcb cdc … xyx yzy. Волнообразный перехлёст рифмовки придает стихотворению, написанному терцинами, особый колорит. Частный случай рифмовки aba bcb cac aba… хорошо подходит стихотворениям с рефренами.
Форма развилась из вереницы ритурнелей и была канонизирована Данте Алигьери в «Божественной Комедии»:

Nel mezzo del cammin di nostra vita

mi ritrovai per una selv(a) oscura,

ché la diritta vi(a) era smarrita.

Ahi quant(o) a dir qual er(a) è cosa dura

esta selva selvagg(ia) e aspr(a) e forte

che nel pensier rinova la paura!

 (Divina commedia, Inferno, Canto I, 1-6)

Земную жизнь пройдя до половины,

Я очутился в сумрачном лесу,

Утратив правый путь во тьме долины.

Каков он был, о, как произнесу,

Тот дикий лес, дремучий и грозящий,

Чей давний ужас в памяти несу!

(перевод М. Л. Лозинского)
Впоследствии подражания возникли почти во всех европейских литературах, в том числе русской. Терцины встречаются у А. С. Пушкина, А. К. Толстого, В. Хлебникова, Вяч. Иванова и В. Брюсова); одно из стихотворений Н. Асеева из сборника «Ночная флейта», посвящённое Б. Пастернаку, озаглавлено «Терцины другу» («Мы пьем скорбей и горести вино…»).